# Nexhmedin Zajmi
Nexhmedin Zajmi, född den 4 mars 1916 i Peshkopia i Albanien, död den 19 maj 1991 i Tirana i Albanien, var en albansk konstnär och skulptör.
Han tog examen 1931 i jordbruk vid Tekniska högskolan i Tirana. Han hade fallenhet för konst och vidareutbildade sig vid en konstskola. Han och Odhise Paskali var skolkamrater. Han vidareutbildades vid Romerska akademin för de sköna konsterna i Italien och fick därifrån en diplom 1943. Han var verksam som lärare i många år och blev sedermera direktör i Tiranas nationalgalleri. 1963 blev han lärare vid Tiranas akademi för de sköna konsterna. Under kommunisttiden visades hans konstverk vid gallerier i Wien, Zagreb och Sofia. Hans motiv var porträtt av bergsfolk och landskapsmålningar. På 1980-talet minskade hans konstnärliga produktion till följd av dålig hälsa. Omkring 70 konstverk finns upphängda i Tiranas nationalgalleri.